# J. Slauerhoff

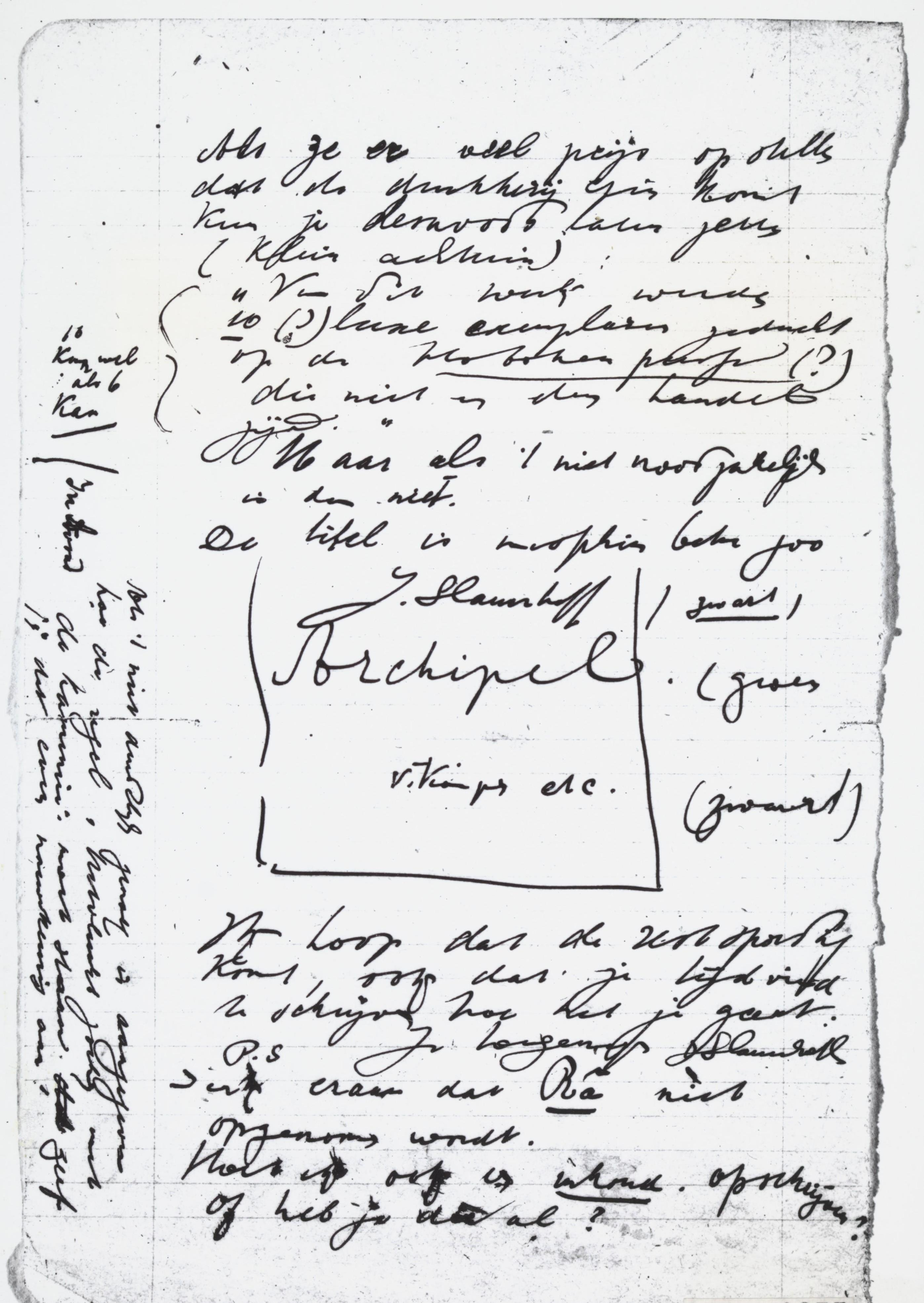
Brief van Slauerhoff aan zijn vriend Arthur Lehning over zijn debuutbundel Archipel

Jan Jacob Slauerhoff (Leeuwarden, 15 september 1898 – Hilversum, 5 oktober 1936), auteursnaam J. Slauerhoff, was een van de belangrijkste Nederlandse dichters en romanschrijvers van het interbellum.
Tweemaal gebruikte hij het pseudoniem "John Ravenswood", namelijk bij zijn bundels Oost-Azië (1928) en Mo yang ke (1930). Na zijn dood verschenen enkele werken onder andere naamsvarianten, zoals "J.J. Slauerhoff".

## Levensloop

### Vroege jaren (1898-1923)
Jan Jacob Slauerhoff (roepnaam "Jan", voor zijn vrienden "Slau") werd geboren als vijfde van zes kinderen in een protestants middenstandsmilieu in Leeuwarden. Hij leed aan aanvallen van astma. Om hierin verlichting te brengen bracht hij ieder jaar enkele maanden door op Vlieland bij zijn familie van moederskant.
Slauerhoff ging naar de Rijks-HBS in Leeuwarden. In 1916 verhuisde hij naar Amsterdam om geneeskunde te gaan studeren. In zijn studententijd leerde hij Simon Vestdijk kennen. Van zijn eerste gedichten werden enkele gepubliceerd in het studentenblad Propria Cures. In 1919 verloofde hij zich met Truus de Ruyter, een studente Nederlands. Slauerhoff nam niet deel aan het conventionele studentenleven, maar verkoos een bohemien-achtige, afstandelijke positie, gemodelleerd naar zijn helden, de Franse symbolistische dichters Baudelaire, Verlaine, Corbière en Rimbaud.
Vanaf 1921 begon Slauerhoff zijn eerste "serieuze" gedichten te publiceren in het literaire tijdschrift Het Getij. Zijn eerste dichtbundel, Archipel, volgde in 1923. Rond die tijd verbrak hij ook zijn verloving met Truus de Ruyter. In datzelfde jaar studeerde hij af.
In deze tijd kwam hij ook veelvuldig in Jorwerd, waar hij contact had met de domineesfamilie Hille Ris Lambers. In zijn dichterswerk komt zijn affectie voor een van de dochters aan bod.

### Scheepsarts met tussenpozen (1923-1935)

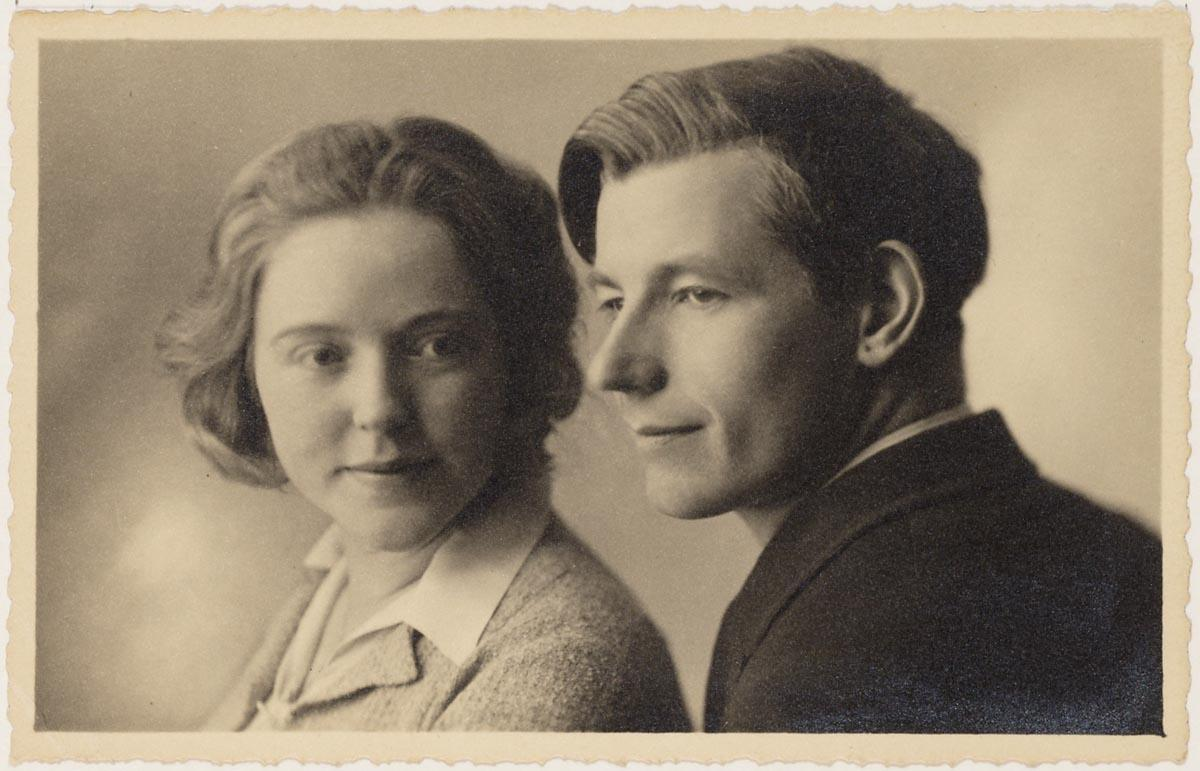
Slauerhoff met Darja Collin (1934)

Doordat Slauerhoff zijn eigen gang was gegaan buiten het gangbare studentenleven, had hij nauwelijks vrienden in de besloten kringen van geneeskundigen. Daardoor was het voor hem moeilijk een behoorlijke medische aanstelling te krijgen in Nederland. Hij besloot daarom aan te monsteren als scheepsarts bij een rederij die op Nederlands-Indië voer. Zijn zwakke gezondheid speelde hem meteen parten: op zijn eerste reis kreeg hij last van een maagbloeding en astma-aanvallen. Slauerhoff keerde terug naar Nederland, waar hij waarnemer werd in een aantal artsenpraktijken.
Nadat hij enige tijd in Haarlem een gecombineerde praktijk had gedreven met een tandarts, monsterde hij aan bij een andere rederij, de Java-China-Japan Lijn en vertrok weer naar het Verre Oosten. Tijdens zijn contract, dat liep tot 1927, maakte hij reizen naar China, Hongkong, Macau en Japan.
In 1928 ging Slauerhoff varen voor de Koninklijke Hollandsche Lloyd en maakte een aantal reizen naar Latijns-Amerika. Zijn gezondheid ging er iets op vooruit en zijn literaire productie nam evenredig toe. Tot 1930 publiceerde hij zes gedichten- en twee verhalenbundels. Dit was mede te danken aan een van zijn vrienden, de schrijver en literatuurcriticus E. du Perron. Die hielp hem in 1929, toen Slauerhoff enige tijd verbleef in het Belgische landhuis van de Du Perrons, met het sorteren, corrigeren en bundelen van de grote hoeveelheid teksten.
Vanaf 1929 was Slauerhoff weer langer in Nederland. Hij was onder meer enige tijd assistent aan de kliniek voor dermatologie en geslachtsziekten van de Rijksuniversiteit Utrecht. In september 1930 trouwde hij met de danseres en balletschoolhoudster Darja Collin. Dat was het begin van een (korte) gelukkige periode in Slauerhoffs leven.
In 1931 werd Slauerhoff weer ziek (influenza en longontsteking). Hij vertrok naar het Italiaanse Merano om te gaan kuren. Zijn vrouw volgde hem in 1932, zodat ze samen de geboorte van hun eerste kind konden beleven. Het kind werd echter dood geboren. Dat veroorzaakte een zware depressie bij Slauerhoff: nog een desillusie boven op zijn lichamelijke klachten.
Later in 1932 monsterde Slauerhoff weer aan, ditmaal bij de Holland-West-Afrika Lijn. Zijn algeheel slechte gezondheid bleef hem zorgen baren. Hij overwoog te verhuizen naar Noord-Afrika, omdat dit beter voor zijn gestel zou zijn. In maart 1934 opende hij een praktijk in Tanger, toen een internationaal gedeelde stad, maar in oktober van datzelfde jaar was hij alweer in Nederland. De perioden van ziekte werden langer, de symptomen werden ernstiger en zijn relatie met Darja Collin leed er flink onder.

### Het einde (1935-1936)

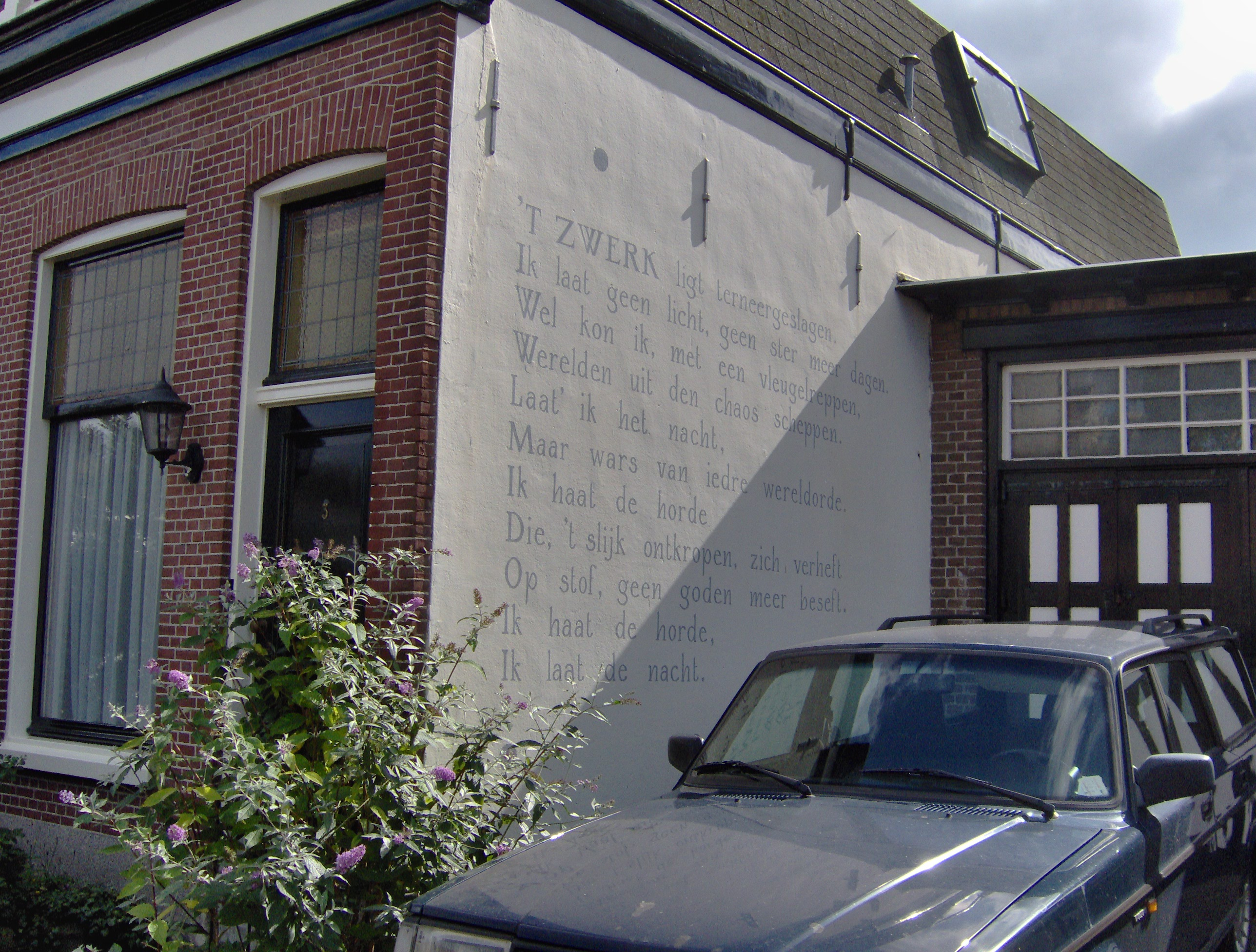
Gedicht van Slauerhoff op een muur in Leiden

Zijn faam als schrijver groeide daarentegen. Zijn romans Het verboden rijk (1932) en Het leven op aarde (1934) werden alom geroemd en zijn gedichtenbundel Soleares (1933) kreeg in 1934 de C.W. van der Hoogtprijs. In 1935 volgden weer enkele zeereizen, maar ook scheidde hij in dat jaar van Darja Collin. Tijdens zijn laatste reis, naar Zuid-Afrika, kreeg hij malaria over een verwaarloosde tuberculose. Slauerhoff ging opnieuw naar Merano om te herstellen, maar het was te laat.
Nog steeds ziek keerde hij in 1936 terug naar Nederland, waar hij werd opgenomen in rusthuis 'Villa Carla' in Hilversum. Hier stierf hij op 5 oktober, kort na zijn 38e verjaardag en drie maanden na de publicatie van zijn laatste dichtbundel, Een eerlijk zeemansgraf.
Op 8 oktober werd hij gecremeerd in het crematorium van begraafplaats Westerveld in Driehuis. Een zestigtal personen,  bezocht de crematie, onder wie Mari Andriessen, Wim Schuhmacher, J.C. Bloem, Menno ter Braak, Adriaan Roland Holst, Jan Engelman en Adriaan Morriën, en verder vriendinnen en vertegenwoordigers van de scheepvaartmaatschappijen en regering. Afwezig waren E. du Perron en Simon Vestdijk die onenigheid hadden gekregen met hem.

## Na zijn dood

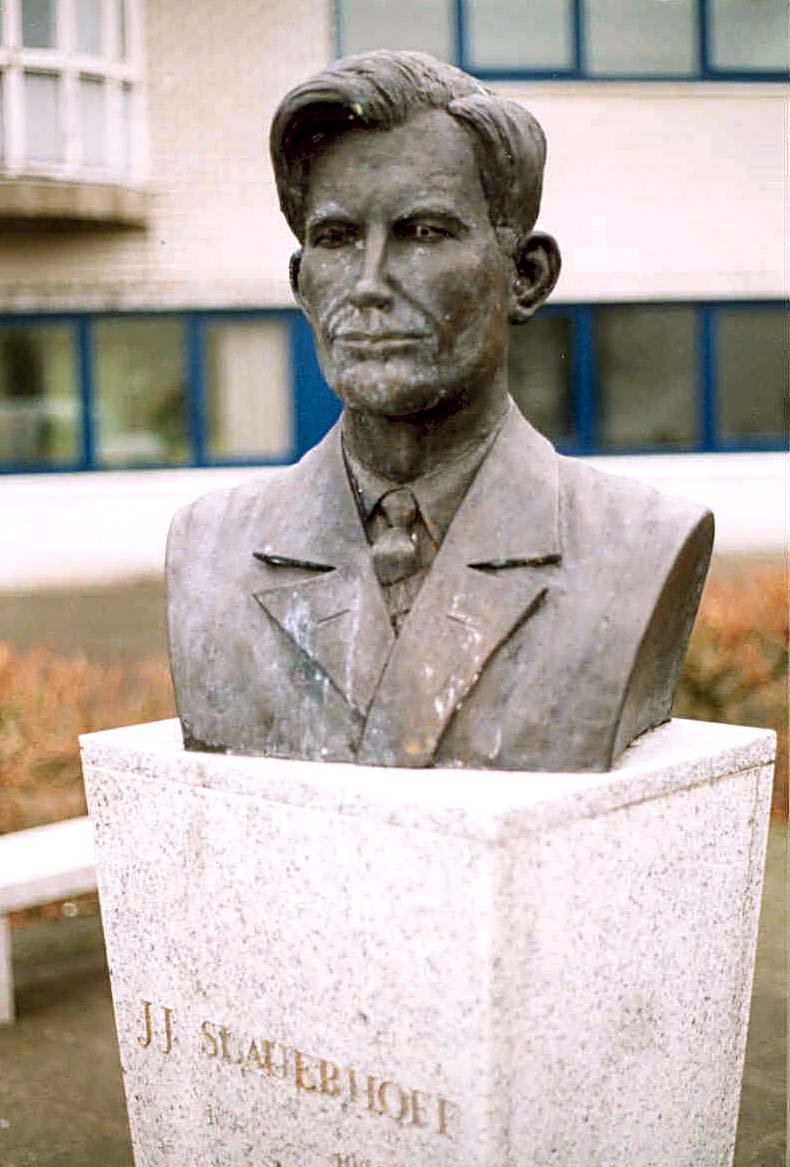
Buste van Slauerhoff in Huizum

Slauerhoffs werk werd na zijn dood alleen maar bekender. Enkele maanden na zijn overlijden vormde een aantal vrienden en bewonderaars van de dichter een commissie die zich zou ontfermen over zijn literaire nalatenschap. Hoofddoel was het tot stand brengen van een verzameld werk. Het eerste deel verscheen in 1941. Er kwamen in de decennia die volgden nog talloze edities op de markt.
Herdenking
In Leeuwarden is een ontsluitingsweg in het zuidwestelijke deel van de stad naar Slauerhoff genoemd, met de daarin gelegen Slauerhoffbrug. Ook werd in Leeuwarden de Stichting Herdenking J.J. Slauerhoff opgericht door het toenmalige Slauerhoff College. Deze organiseert tweejaarlijks een naar de schrijver genoemde gedichtenwedstrijd onder middelbare scholieren. Het leven en werk van Slauerhoff komt terug in een poëzie- en wandelroute in de stad.
Slauerhoff Festival
In november 2012 stond Slauerhoff centraal tijdens een festival in Utrecht dat geheel was gewijd aan zijn leven en werk. De manifestatie bevatte lezingen, films en concerten rond Slauerhoff. Ook verscheen een boek met onbekende teksten van de schrijver, 'Het heele leven is toch verloren', samengesteld door Arie Pos en Menno Voskuil. Tijdens dit festival werden ook drie niet eerder gepubliceerde gedichten van Slauerhoff gepresenteerd: Chanson violette. Drie gedichten naar Albert Samain, bezorgd door Menno Voskuil.
Slauerhoff Lezing
In de Dorpskerk in Huizum wordt jaarlijks de Slauerhoff Lezing georganiseerd. Sprekers zijn landelijke prominenten die hetzij zelf veel gepubliceerd hebben, hetzij bewezen affiniteit met literatuur hebben. In de kerk bevindt zich een bronzen afgietsel van Slauerhoffs portret, gemaakt door Ben van der Geest.
Slauerhoff tour

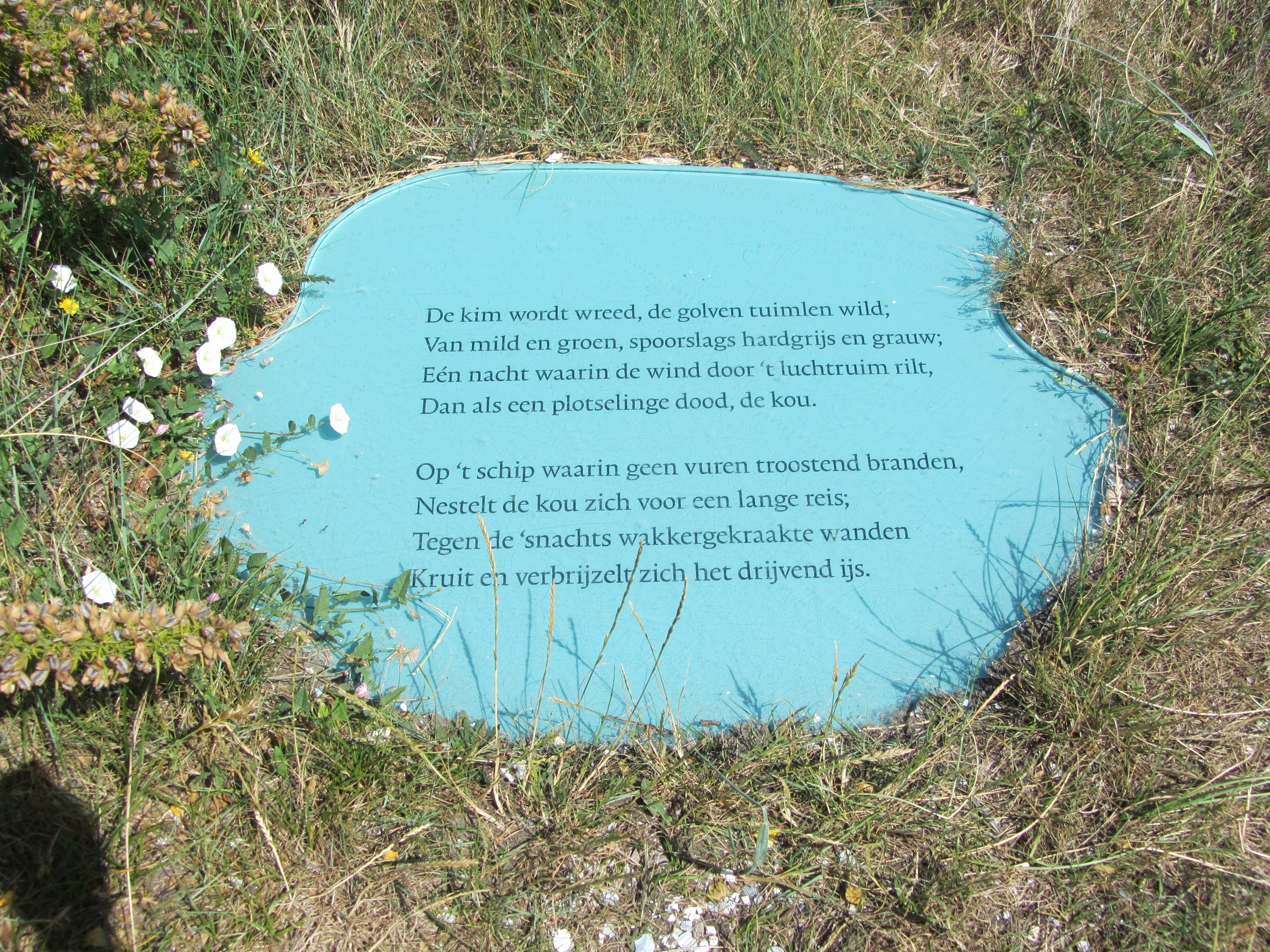
Vlieland, eerste en tweede strofe uit gedicht 'Een Eerlijk Zeemansgraf' van J. Slauerhoff

In 2006 was het 70 jaar geleden dat Jan Slauerhoff overleed. Ter zijner herdenking, werd op Vlieland een wandeling over het eiland ingericht. Onderweg kom je langs veertien blauw glazen panelen met daarop enkele dichtregels uit het werk van Slauerhoff. Deze poëzieroute kan men zelfstandig of onder leiding van een gids verkennen

Diverse familieleden van de dichter, onder wie zijn ouders, werden begraven op de Huizumer begraafplaats. De grafsteenplaat met de namen van Slauerhoffs ouders staat sinds het graf werd geruimd op een sokkel bij de ingang van de Dorpskerk. De grafsteen heeft deze prominente plek gekregen omdat een van Slauerhoffs langste gedichten (In Memoriam Patris, met 34 strofen) is gewijd aan de begrafenis van zijn vader (ook een Jan Jacob Slauerhoff) op de betreffende begraafplaats.

## Pseudoniem

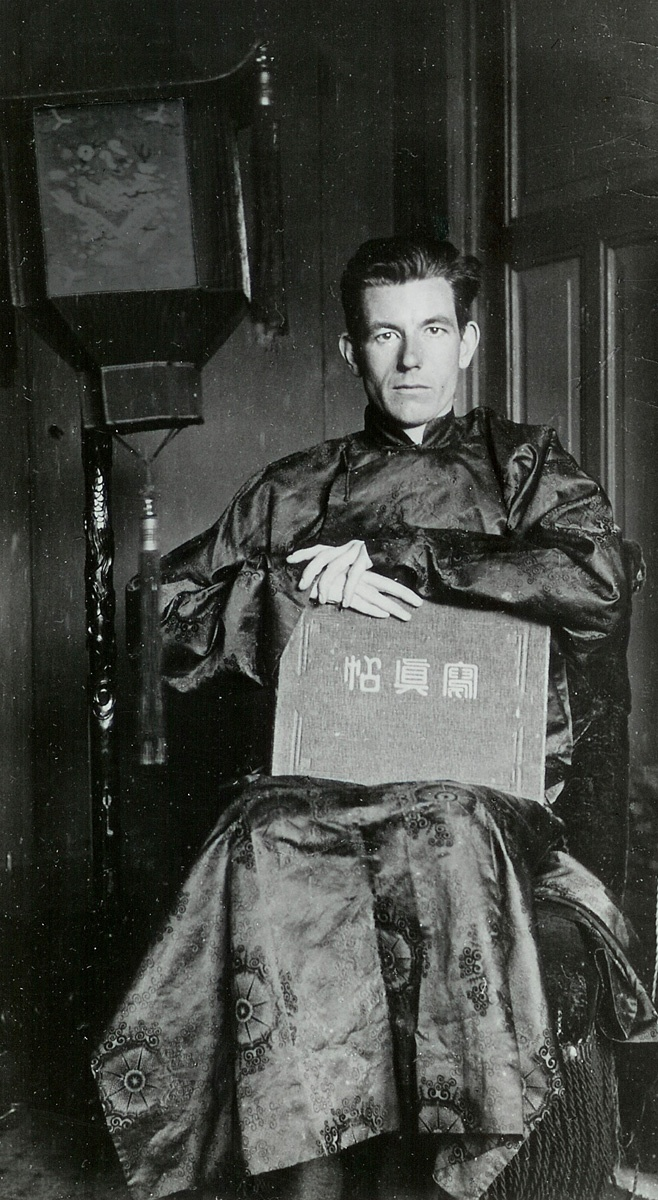
Slauerhoff in Chinese kledij
(Collectie Letterkundig Museum)

Slauerhoff publiceerde in 1928 een aantal gedichten onder de schuilnaam "John Ravenswood". Slauerhoff schreef in het voorbericht van de bundel Oost-Azië, dat John Ravenswood, die woonde op het Koreaanse eiland Quelpart, zojuist was overleden. Hij was via omwegen in Korea terechtgekomen, had een aantal verzen geschreven. Hij wilde ze publiceren, maar persoonlijk anoniem blijven. Dus had hij Slauerhoff aanvankelijk benaderd om de verzen onder zijn naam te laten publiceren. "Hij verzocht mij dus de lading zijner verzen met de vlag van mijn naam te mogen dekken. Hij kon niet meer op andere Hollandsche namen komen" (p. 3). Nu Ravenswood gestorven bleek, zag Slauerhoff geen beletsel meer ze onder diens eigen naam uit te geven.
Iedereen doorzag al direct het pseudoniem. Waarom Slauerhoff deze gedichten niet onder eigen naam liet publiceren is nooit geheel duidelijk geworden. Misschien omdat het zijn eerste varensgedichten waren, en als zodanig anders dan zijn "reguliere" oeuvre? Ook Wim Hazeu kan in zijn biografie van Slauerhoff, afgezien van een paar mogelijke bronnen voor het woord Ravenswood, geen verklaring geven. Van deze gedichten behoren enkele tot het beste uit zijn oeuvre.
Slauerhoff heeft het pseudoniem nadien niet meer gebruikt, al was hij dat aanvankelijk van plan bij zijn volgende oriëntaalse bundel Mo yang ke. Uiteindelijk werd de bundel hernoemd in Yoeng poe tsjoeng en in 1930 onder Slauerhoffs eigen naam gepubliceerd. Van Mo yang ke zijn een paar proefdrukken bekend, maar de bundel is als zodanig niet uitgegeven. De eerste druk van Yoeng poe tsjoeng maakt (met uitzondering van het eerste katern) gebruik van de voor Mo yang ke gedrukte vellen en vermeldt derhalve in de colofon nog "gedichten van John Ravenswood, samengesteld door J. Slauerhoff".
Zowel Oost-Azië als Yoeng poe tsjoeng is zonder nadere (pseudoniem)precisering opgenomen in Slauerhoffs Verzamelde werken en Verzamelde gedichten.

## Lissabon
Slauerhoff voelde zich misschien nog het best op zijn gemak in Lissabon aan de Taag, bij de fado en zijn grote voorbeeld, de dichter Fernando Pessoa. Hij bleek een opmerkelijke affiniteit te hebben met "het Portugese lied". Hij heeft Fado-poëzie vertaald: bijvoorbeeld Saudade en Voor de verre prinses (A uma princesa distante).

### Poëzie
- Archipel, P.N. van Kampen & Zoon, Amsterdam (1923); herziene uitg. E. du Perron, Chaumont-Gistoux (1929)
- Clair-obscur, Palladium / druk Enschedé, Haarlem (1926)
- Oost-Azië (1928, onder pseudoniem John Ravenswood)
- Eldorado, Van Dishoeck, Bussum (1928)
- (fr)  Fleurs de marécage, A.A.M. Stols, Brussel (1929)
- Saturnus (1930, uitgebreide heruitgave van Clair-obscur)
- Yoeng poe tsjoeng (1930)
- Serenade (1930)
- Soleares (1933)
- Een eerlijk zeemansgraf (1936)
- De ochtendzon, (1941), met tekening van C.F. Roelofsz, Orheus-serie nr. 13
- Verzamelde gedichten (1947 [= herdruk van delen I-III van de Verzameld werken uit 1940[=1941]-1941)
- Al dwalend (voorheen ongebundelde gedichten, 1947)
- Alleen in mijn gedichten kan ik wonen (bloemlezing, 1978) [hiervan verschenen enkele luxe exemplaren in verguld donkergroen heelleder, gesigneerd door de bezorger Kees Lekkerkerker]
- Duel over het graf. Utrecht, 1984.
- Bloemen uit het moeras. Negen vertalingen. Tortuga, De Piratenvlag, 1985².
- Zeven nagelaten gedichten (bezorgd door Kees Lekkerkerker, 1989)
- De Matroos. [Den Haag], Statenhofpers, [1996].
- [Na doodstille poolnacht]. [Den Haag], Statenhofpers, 1997.
- Icarus. Vier nagelaten gedichten (Bezorgd door Menno Voskuil, 2010)
- Het potlood in de hand. Vijf gedichten uit de scheepskist van J. Slauerhoff (bezorgd door Menno Voskuil, 2010)
- Chanson violette. Drie gedichten naar Albert Samain (bezorgd door Menno Voskuil, 2012)
- Tienmaal In Memoriam Patris, vertalingen van het herdenkingsgedicht van Jan Slauerhoff (Voor- en nawoord door Peter de Haan, 2018)
- Verzamelde gedichten (Bezorgd door Hein Aalders en Menno Voskuil, Nijgh & Van Ditmar, 2018)

### Proza
- Het lente-eiland (Kau-Lung-Seu) (1930, verhalen, sinds 1933 uitgebreid herdrukt als Het lente-eiland en andere verhalen)
- Schuim en asch, verhalen, Van Dishoeck, Bussum (1930)
  - herfst 1952, uitgave: Elseviers Weekblad, Ingeleid door J.W.F. Werumeus Buning, omslag: Eppo Doeve, typografie: Johan van Eikeren, niet in de handel
- De erfgenaam, verhalen, uitg. Wereldbibliotheek-Vereeniging, Amsterdam (1930, 1938)
- Het verboden rijk, roman, Nijgh & Van Ditmar, Rotterdam (1932)
- Het leven op aarde roman, Nijgh & Van Ditmar, Rotterdam (1934)
- De opstand van Guadalajara roman, Nijgh & Van Ditmar, Rotterdam (1937)
- Verwonderd saam te zijn (1987, verhalen [1928-1935])
- Alleen de havens zijn ons trouw (1992, reisbeschrijvingen [1926-1932])

### Toneel
- Jan Pietersz. Coen (1931)

### Prozavertalingen
- Ricardo Güiraldes — Don Segundo Sombra (1930, door Slauerhoff met R. Schreuder uit het Spaans vertaald)
- José Maria Eça de Queirós — De misdaad van Pater Amaro (1932, met R. Schreuder uit het Portugees vertaald)
- G.H. Mir — De hof der oranjeboomen (1932, met R. Schreuder uit het Spaans vertaald)
- Paulo Setúbal — Johan Maurits van Nassau (1933, met R. Schreuder uit het Portugees vertaald)
- Ramón Gómez de la Serna — Dokter hoe is het mogelijk (1935, uit het Spaans)
- Martín Luis Guzmán — In de schaduw van den leider (1937, met G.J. Geers uit het Spaans vertaald)
- Jules Laforgue — Hamlet, of De gevolgen der kinderliefde (1962, uit het Frans vertaald)
- Thomas Raucat — Twee verhalen (1975, uit het Frans vertaald)

### Diversen
- Verzamelde werken (8 delen, 1941-1958. Alle teksten verzorgd door K. Lekkerkerker)
- Verzamelde gedichten (verzorgd door K. Lekkerkerker), 1e dr. in 3 dl.: Nijgh & Van Ditmar, Rotterdam (1940-1941), 20e druk Nijgh & Van Ditmar, Amsterdam (2008) ISBN 978-90-388-9067-8
- Dagboek (ed. K. Lekkerkerker, 1957)
- Slauerhoff student auteur (poëzie en proza uit de studententijd, ed. Eep Francken et al., 1983)
- Brieven aan Hans Feriz (ed. Herman Vernout, 1984)
- Het China van Slauerhoff: aantekeningen en ontwerpen voor de Cameron-romans (ed. W. Blok en K. Lekkerkerker, 1985)
- 1985 - Hij droeg de zee en de verte aan zich mee: de briefwisseling Dr. P.H. Ritter Jr. - J.J. Slauerhoff (1930-1936), bezorgd en van aantekeningen voorzien door Jan J. van Herpen. Utrecht, Hes. ISBN 90-6194-484-8.
- Laatste brief aan Jan Greshoff. Tortuga, De Piratenvlag, 1988.
- Van een liefde die vriendschap moest blijven (brieven, ed. H.C. ten Berge, 1992)
- Het heele leven is toch verloren. Gedichten, brieven en essays. (Samengesteld door Arie Pos en Menno Voskuil, met een essay van Niels Bokhove, 2012)

### Slauerhoff vertaald
Slauerhoffs werk is vertaald in een aantal talen. Een onvolledig overzicht:
- The forbidden kingdom (Het verboden rijk, in het Engels vertaald door Paul Vincent, Londen, Pushkin, 2012; ISBN 978-1-906548-88-9)
- Écume et cendre (Schuim en as[ch], in het Frans vertaald door Selinde Margueron, 1975, en S. Roosenburg, 2010
- O reino proibido (Het verboden rijk, in het Portugees vertaald door Patrícia Couto en Arie Pos, 1998; ISBN 972-695-315-4)
- La rivolta di Guadalajara (De opstand van Guadalajara, in het Italiaans vertaald door Fulvio Ferrari, met nawoord van Cees Nooteboom, 1999; ISBN 88-7091-078-4)
- Das verbotene Reich (Het verboden rijk, in het Duits vertaald door Albert Vigoleis Thelen, 1986.
- Christus in Guadalajara (De opstand van Guadalajara, in het Duits vertaald door Ard Posthuma, met een nawoord van Cees Nooteboom, 1998; ISBN 3-518-22278-3)
- Sielesâlt (Nederlands: Zielezout), Friestalige cd van Nynke Laverman. Met 7 gedichten van Slauerhoff.
- Le Royaume interdit (Het verboden rijk, in het Frans vertaald door Daniel Cunin), 2009, uitg. Circé.
- La révolte de Guadalajara (De opstand van Guadalajara, in het Frans vertaald door Daniel Cunin), 2008, uitg. Circé.
- O descobridor (2002). Portugeestalige cd van de fadista Cristina Branco, vertaald door Mila Vidal Paletti, op muziek van Custódio Castelo.
- Slauerhoff. Desperado te land en ter zee = Desperado zu Wasser und zu Land (2015). Vijftien gedichten van J.J. Slauerhoff; met de nadichting van Hans van der Veen
- Tienmaal In Memoriam Patris, vertalingen van het herdenkingsgedicht van Jan Slauerhoff (voor- en nawoord Peter de Haan, Uitgeverij Dokkumer Diep, 2018)

### Biografieën e.d.
- G.H. 's- Gravesande Bibliografie van de werken van J. Slauerhoff, A.A.M. Stols, Rijswijk (1940)
- Constant van Wessem Slauerhoff - een levensbeschrijving, met reproducties naar foto's en manuscripten; alsmede een bibliographie, A.A.M. Stols, Rijswijk (1940), heruitg. 's-Gravenhage (1979) ISBN 90-6291-030-0
- Menno ter Braak Tentoonstelling van de werken van J. Slauerhoff, ter gelegenheid van de verschijning van zijn verzamelde werken van 12 t/m 23 Maart 1940, Broese, Utrecht (1940)
- F.C. Terborgh Slauerhoff. Herinneringen en brieven, A.A.M. Stols, 's-Gravenhage (1949), 2e uitgave De Bezige Bij, Amsterdam (1974)
- Arthur Lehning Brieven van Slauerhoff, A.A.M. Stols, 's-Gravenhage (1955)
- Herman van den Bergh Schip achter het boegbeeld. Over het werk van J. Slauerhoff (1898-1936), L.J.C. Boucher, 's-Gravenhage (1958), heruitgave Reflex, Utrecht (1979)
- C.J. Kelk Leven van Slauerhoff, Van Kampen, Amsterdam (1959), verkorte heruitg. Nijgh & Van Ditmar, Rotterdam (1971), uitg. BZZTôH, 's-Gravenhage (1981)
- Bert Bakker e.a. J. Slauerhoff, uitg. De Bezige Bij, Amsterdam / Nederlands Letterkundig Museum en Documentatiecentrum, 's-Gravenhage (1961, 1980) ISBN 90-234-7105-9
- (fr)  Louis J.E. Fessard Jan Slauerhoff (1898-1936). L'homme et l'oeuvre, A.G. Nizet, Parijs (1964), Publications de l'Institut français d'Amsterdam, Maison Descartes
- Henk Povée Jan Jacob Slauerhoff, B. Gottmer, Nijmegen (1978)
- Dirk Kroon Ik had het leven me anders voorgesteld. J. Slauerhoff in vraaggesprekken en herinneringen, BZZTÔH,'s-Gravenhage (1981)
- Wouter Blok Slauerhoffs derde Chinese roman. Groningen, 1984 (Afscheidscollege)
- Gerrit Jan Zwier Slauerhoff, Educaboek, Culemborg (1984), Uniepers, Amsterdam (1984)
- Martin Kageling Slauerhoff tussen mare en mythe, Nijgh & Van Ditmar, 's-Gravenhage (1986) ISBN 90-236-7785-4
- Arie Pos Van verre havens. Het werk van Slauerhoff en de Chinese werkelijkheid, Nijgh & Van Ditmar, Amsterdam (1987) ISBN 90-236-7806-0
- René Zwaap Slauerhoff, Passatempo Publications, Amsterdam (1990), heruitg. Mets/Passatempo, Amsterdam (1991)
- Wim Hazeu Slauerhoff. Een biografie, De Arbeiderspers, Amsterdam (1995, 1998 [3e uitgebreide druk], 2018 [4e uitgebreide en herziene druk])
- Etto Krijger Slauerhoff in zelfbeelden, Atlas, Amsterdam (2003) ISBN 90-450-0142-X
- Hein Aalders Van ellende edel. De criticus Slauerhoff over het dichterschap, Rozenberg Publishers, Amsterdam (2005) ISBN 90-5170-516-6
- Nout Van Den Neste Vida Triste. Slauerhoff en de fado, Prominent, Amsterdam (2014) ISBN 978-90-79272-37-2